# Spårvägens HF
Spårvägens HF ist ein schwedischer Handballverein aus Stockholm.
Seit 1940 wurde im Verein Herren-Handball gespielt, kurz darauf auch Damen-Handball. In den letzten Jahrzehnten wird nur noch Damen-Handball angeboten. Der Verein gehörte von 1984 bis 1997 sowie von 1998 bis 2016 zur höchsten schwedischen Spielklasse, der Elitserien.
In der maratontabellen, einer Allzeit-Besten-Tabelle, belegt der Verein Platz 6 (Stand: 2008).
Siebzehn Spielerinnen spielten auch in der schwedischen Handballnationalmannschaft: Terese Krantz, Malin Hörnell, Patricia Löfberg, Anna-Lena Pihl, Helena Andersson, Christina Ström, Rose-Marie Myhr (Nilsson), Cecilia Ågren, Malin Därth (Karlsson), Camilla Eriksson, Gun Meskanen, Christina Pettersson-Hellgren, Maria Bresell, Mia Hodin, Emma Ekenman-Fernis, Matilda Boson und Filippa Idéhn. Fünf der Frauen weisen über 100 Länderspiele auf: Matilda Boson (208), Christina Pettersson-Hellgren (115), Cecilia Ågren (114), Anna-Lena Pihl (113) und Filippa Idéhn (105).